# NGC 649
NGC 649 est une galaxie spirale située dans la constellation de la Baleine. NGC 649 a été découverte par l'astronome américain Francis Leavenworth en 1886.

## Caractéristiques
Sa vitesse par rapport au fond diffus cosmologique est de 7 184 ± 20 km/s, ce qui correspond à une distance de Hubble de 106,0 ± 7,4 Mpc (∼346 millions d'al).
NGC 649 présente une large raie HI.